# Pilea foreroi
Pilea foreroi är en nässelväxtart som beskrevs av Alwyn Howard Gentry. Pilea foreroi ingår i släktet pileor, och familjen nässelväxter. Inga underarter finns listade i Catalogue of Life.